# Hor II.
Hor II. war ein altägyptischer König (Pharao) der 13. Dynastie (Zweite Zwischenzeit). Er wird einzig im Turiner Königspapyrus erwähnt, wo er als 39. König aufgelistet ist.